# Opatija Egmond
Opatija Egmond ali Opatija svetega Adalberta (nizozemsko Abdij van Egmond, Sint-Adelbertabdij ) je benediktinski samostan kongregacije Marijinega oznanjenja med krajem Egmond aan den Hoef in Bakkum v Egmond-Binnenu v občini Bergen v nizozemski provinci Severna Holandija. Ustanovljena je bila v letih 920-925 in uničena v reformaciji, je bila ponovno ustanovljena leta 1935 kot sedanja Opatija Sint-Adelbert v škofiji Haarlem.

## Zgodovina
Benediktinsko opatijo je ustanovil Dirk I., holandski grof, okoli leta 920-925. To je bil samostan, ki je po lokalnem izročilu obstajal tam, odkar sta se leta 760 izkrcala svetnika Adalbert in Vilibrord. Približno leta 950 so se začela dela na kamniti cerkvi, ki je nadomestila leseno, kot darilo Dirka II., holandskega grofa in njegove žene Hildegarde, v kateri bi hranili relikvije svetega Adalberta. Posvetitev nove cerkve je očitno potekala leta 975 ali kmalu po tem in je zapisana v Egmondovih evangelijih, ki jih je opatiji podaril Dirk. Hkrati je skupnost benediktinskih menihov iz Genta nadomestila redovnice, ki so bile pod svojo opatinjo Erlindo, hčerko grofa Dirka, premeščene v novoustanovljeni ženski samostan Bennebroek.
To je bil najstarejši samostan v holandski regiji. Dirk I., ustanovitelj, je bil tam pokopan, tako kot mnogi poznejši grofje Holandski in člani njihovih družin, vključno z Dirkom II., Arnulfom, Dirkom III., Florisom I., Dirkom V. in Florisom II.
Grofa Lamorala, lastnika bližnjega gradu, so leta 1568 obglavili, kar je sprožilo nizozemski upor. Kmalu zatem, leta 1573, je bila opatija razpuščena in opustošena tik pred obleganjem Alkmaarja na ukaz Diederika Sonoya, da bi preprečili, da bi jo uporabljali Španci. Dohodek opatije je stadtholder preusmeril v financiranje svojega izobraževalnega projekta, novoustanovljene univerze v Leidnu.

## Povezava z gradom Egmond
Severno od opatije je grad Egmond v Egmondu aan den Hoef. Grad je leta 1129 zgradil vitez Berwout Egmondski, ki mu je holandski grof plačal, da ga je kot voogd zastopal, varoval opatijo in pobiral najemnine. To je bil izvor rodbine Egmond. Odnos se je hitro sprevrgel v boj za oblast med družino Egmond in opati, ki je trajal stoletja. Tako kot opatija je bil tudi grad leta 1573 uničen. Kasneje je kapelo obnovila nizozemska protestantska cerkev, grad pa ni bil nikoli obnovljen. Temelji so še vedno vidni, zemljišče, ki obdaja stari obrambni jarek in temelje, pa je spremenjeno v park.

## Nova Opatija Sint-Adelbert
Leta 1933 je bila na mestu nekdanje opatije Egmond ustanovljena nova benediktinska skupnost opatija Sint-Adelbert, ki je bila spet posvečena svetemu Adalbertu. Prve stavbe, ki jih je zasnoval Alexander Kropholler so bile zgrajene leta 1935,, skupnost pa je bila ponovno naseljena z menihi (iz benediktinske opatije v Oosterhoutu). Stavbe so bile prenovljene in dozidane v poznih 1940-ih in zgodnjih 1950-ih; samostan je bil leta 1950 povzdignjen v opatijo. Kmetijska zemljišča so bila vrnjena v uporabo, vendar so bila od leta 1989 oddana kmetu, saj menihi niso mogli več opravljati težkega kmečkega dela. Leta 1945 so začeli izdelovati sveče, da bi podprli skupnost, kasneje pa so dodali lončarsko delavnico.
Leta 1984 so bile sem vrnjene relikvije svetega Adalberta, ki so bile varno shranjene v Haarlemu od uničenja prejšnjega samostana v 16. stoletju in so shranjene pod oltarjem.

## Zapuščina
Številni artefakti iz stare opatije so bili najdeni v letih po beeldenstormu leta 1568, kot je oltarna slika iz leta 1530 in Egmondov timpanon iz 12. stoletja, ki je bil prvotno postavljen nad portalom zahodnega sprednjega dela opatijske cerkve, ki je od leta 1842 shranjen v Rijksmuseumu. Sprva se je domnevalo, da je bila vsa lastnina opatije požgana, v resnici pa jo je prodal protestantski voditelj, ki je opatijo razpustil, Diederik Sonoy, preden so bile zgradbe uničene. V zadnjih desetletjih je sedanjemu samostanu uspelo povrniti številne izgubljene relikvije ali vsaj podatke o njih. Stara opatija je bila zelo pomembna za umetnike in večina te umetnosti je kljub vsemu preživela.
Poleg tega so v vmesnem obdobju od leta 1568, dokler niso bile preostale ruševine dokončno porušene okoli leta 1800, opatija in z njo povezane grajske ruševine v svojem poškodovanem stanju služile kot navdih številnim umetnikom, ki so obiskali Bergen, Schoorl ali Egmond, da bi poslikali ruševine, med drugim jih Jacob van Ruisdael v letih 1655-60.
- Oltarna slika opatije Egmond iz leta 1530 meniha Jana Joestena van Hillegoma iz Egmonda
- Judovsko pokopališče Jacoba van Ruisdaela z ruševinami opatije Egmond
- Egmondov timpanon, ki prikazuje svetega Petra med Dirkom VI., holandskim grofom, ter njegovo materjo in grofico Petronilo (kromolitografija 1860/61)